# Cernobbio
Cernobbio (Cernòbi in dialetto comasco, AFI: /tʃerˈnɔbi/) è un comune italiano di 6 224 abitanti della provincia di Como in Lombardia.
Data la sua posizione sul lago di Como, è una rinomata località turistica di livello internazionale. Vi ha sede il famoso centro congressuale-espositivo di Villa Erba.

## Geografia fisica
Il comune è sito sulla sponda occidentale del Lario e ha un territorio in gran parte montuoso che raggiunge i 1 325 m s.l.m. in corrispondenza della vetta del monte Bisbino, raggiungibile con una carrozzabile.
Il corso d'acqua più rilevante del territorio comunale è il Breggia, la cui foce si trova al confine sud-orientale del territorio comunale.
Inoltre, l'orografia comunale è solcata dalle valli di quattro torrenti minori: il Cosio, il Cosera, il Colletta e il Garrovo.
Il Cosio, che nasce alla base del "Sass di Crinn", dopo un breve tratto nel territorio comunale di Cernobbio entra in quello di Maslianico; esso è stato per lungo tempo una delle fonti principali di alimentazione dell'acquedotto comunale prima della privatizzazione e del cambio di servizio a favore della ex ACSM.
Il Cosera e il Coletta confluiscono in un unico torrente nei pressi del ponte stradale a fianco del posteggio del complesso scolastico di Campo Solare, creando il "Greggio" che dopo le ripide cascate tra la caserma dei Carabinieri e Stimianico, è stato interrato in epoche differenti per creare le attuali via Volta e via Luigi Erba (strada del mercato del mercoledì) prima (anni venti/trenta) e il posteggio in prossimità del Terzo Crotto (anni 1998/2002). Protagonista di una piena eccezionale che, il 27 luglio 2021, provocò allagamenti e smottamenti, il Greggio riaffiora in superficie nei pressi della "Riva", dove sfocia nel lago di Como tra l'imbarcadero e il Lido.
Il Garrovo attraversa dapprima il Giardino della Valle e poi percorre il suo tratto terminale a fianco del muro del Parco di Villa d'Este, sfociando nel lago proprio all'interno della proprietà di questa villa.

## Origini del nome
Secondo una prima ipotesi, il toponimo sarebbe legato al monastero di benedettine, dedicato all'Assunta, fondato da Maiolo di Cluny nel X secolo e documentato con certezza dall'anno 930. Dalle case raggruppate attorno al convento, il cosiddetto cenobio (Coenobium), avrebbe così costituito il primo nucleo dell'odierna Cernobbio.
Una seconda ipotesi fa derivare il toponimo da Cernobulum, variante di cerniculum (setaccio), a indicare un luogo situato in cui la sabbia da costruzione veniva separata dalla ghiaia.

## Storia
Da Cernobbio, in epoca romana, passava la via Regina, strada romana che collegava il porto fluviale di Cremona (la moderna Cremona) con Clavenna (Chiavenna) passando da Mediolanum (Milano). 
Durante il Regno longobardo, la corte di Cernobbio fu oggetto di donazione, da parte degli stessi regnanti, a favore di soggetti religiosi appartenenti alla diocesi di Pavia.
Durante il Medioevo Cernobbio fu uno dei centri pescherecci più fiorenti del contado di Como, dotato di podestà e leggi proprie.
Il 1284 vide l'aggregazione di Cernobbio ai borghi di Como, la base per quei "Corpi Santi" entro cui Cernobbio, dal XVI secolo al 1756, poté godere di una certa autonomia. Gli annessi agli Statuti di Como del 1335 riportano gli uomini de Cernobio come coloro ai quali spetta la manutenzione del tratto di via Regina che andava dal capo del pontis de Brezia versus Cernobium" fino "ad pontem de cantono de Cernobio.
Nel 1432 l'assedio e la distruzione del paese da parte del legionario Vincenzo Vegio diede via a una prima fase di declino. L'attacco, come riferisce lo storico Benedetto Giovio nella sua Historia Patria, avvenne su ordine dell'allora signore di Como e di Milano Filippo Maria Visconti in risposta alla liberazione di alcuni cittadini di Cernobbio debitori del fisco imprigionati a Bellagio.
Nel 1522, durante la guerra franco-spagnola, Cernobbio, alleata di Como, subì i saccheggi e gli attacchi delle terre del lago, in particolare da parte della potentissima Torno.
Cernobbio non venne risparmiata nemmeno dalla peste, e anzi fu uno dei centri più colpiti. In particolare nel 1630 la città raggiunse il minimo storico di 190 abitanti.
Durante il corso del Settecento, Cernobbio sopravvive come villaggio di pescatori.
Un decreto di riorganizzazione amministrativa del Regno d'Italia napoleonico datato 1807 sancì l'aggregazione di Cernobbio al comune di Como, decisione che fu tuttavia abrogata con la Restaurazione.
Per vedere un cambiamento nella natura di Cernobbio come centro dedito alla pesca bisogna aspettare i primi decenni dell'Ottocento quando il costume della villeggiatura si diffonde anche tra le classi della borghesia. Per riqualificare il paese in senso turistico vennero apportate significative migliorie alla viabilità. In particolare venne perfezionato l'accesso alla provinciale Regina e ampliato l'ingresso al paese ora divenuto via di traffico commerciale e transito delle carrozze dei signori.
A dare il via alla definitiva trasformazione del paese è però la fondazione nel 1872 delle Tessiture Bernasconi. La loro espansione negli anni successivi trasformò il volto urbanistico e sociale della città, con la creazione di una cittadella della seta che comprendeva il complesso della fabbrica, gli uffici e gli alloggi per i dipendenti. L'area costituisce uno dei pochi siti di archeologia industriale del comasco. Sempre su iniziativa di Davide Bernasconi, fondatore delle tessiture, vennero costruiti nel 1881 anche l'asilo infantile "Bernasconi" e nel 1906 Villa Bernasconi, opera dell'architetto Alfredo Campanini.
Nel 1929 il territorio comunale di Cernobbio venne allargato mediante l'aggregazione dei soppressi comuni di Piazza Santo Stefano e Rovenna
Durante la seconda guerra mondiale, Cernobbio diventa la zona prescelta per l'acquartieramento degli alti gerarchi del III Reich in quanto più riparata dalle incursioni aeree su Milano. Villa Erba diventa il perno del deposito militare del Comando militare germanico, e l'albergo Regina Olga viene trasformato in quartier generale degli alti funzionari del governo germanico. Villa d'Este viene destinata a ospedale militare.
I sentieri di montagna che collegavano Cernobbio alla Svizzera videro in quegli anni un numeroso passaggio clandestino di fuggitivi, coadiuvato dalla popolazione locale. Importante fu in particolare l'azione di don Umberto Marmori, prevosto di Cernobbio, poi arrestato nel gennaio 1944 dalle SS e imprigionato nel carcere di San Vittore a Milano.
Dopo gli anni quaranta del Novecento la crescita cernobbiese aumentò bruscamente e si venne a creare una conurbazione molto ampia tanto che, negli anni d'oro italiani, Cernobbio divenne ambita meta turistica, sviluppando le proprie strutture ricettive. La notorietà del comune aumenta a livello mondiale a partire dal 1975, quando lo studio di consulenza aziendale Ambrosetti inizia a organizzare, all'albergo Villa d'Este, il proprio forum politico-economico internazionale, presto divenuto informalmente noto come Forum di Cernobbio.

### Simboli
(Lettera del 3 luglio 1931 di richiesta di riconoscimento dello stemma comunale.)
Lo stemma fu concesso con il R.D. 26 settembre 1932, che così lo blasona:
A seguito dell'elevazione al titolo di città, Cernobbio ha diritto di sostituire nello stemma la corona di comune con quella propria del rango di città.
Il gonfalone, concesso con D.P.R. del 18 marzo 1985, è un drappo troncato d'azzurro e di rosso.

## Monumenti e luoghi d'interesse

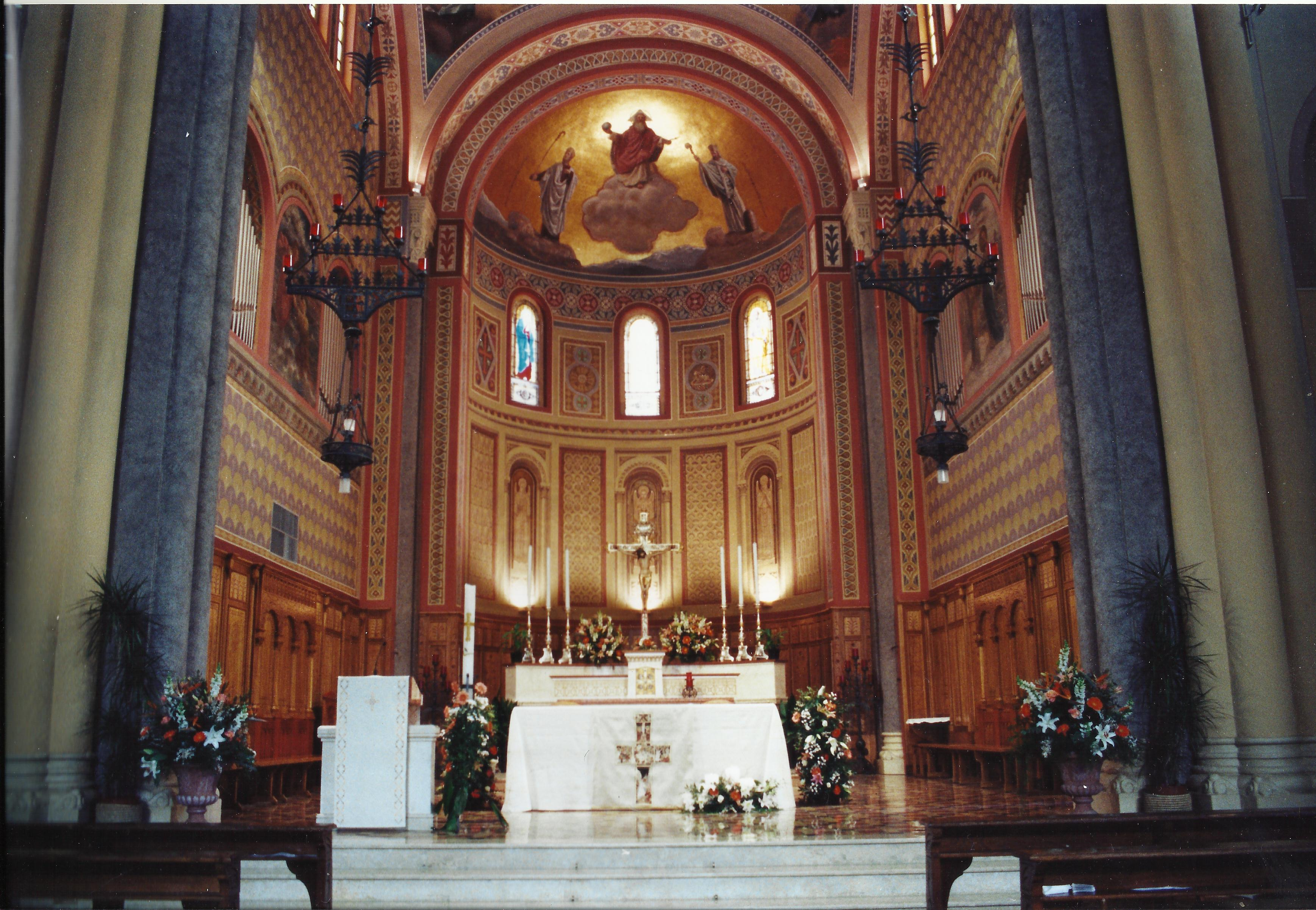
Presbiterio e abside della chiesa del Redentore

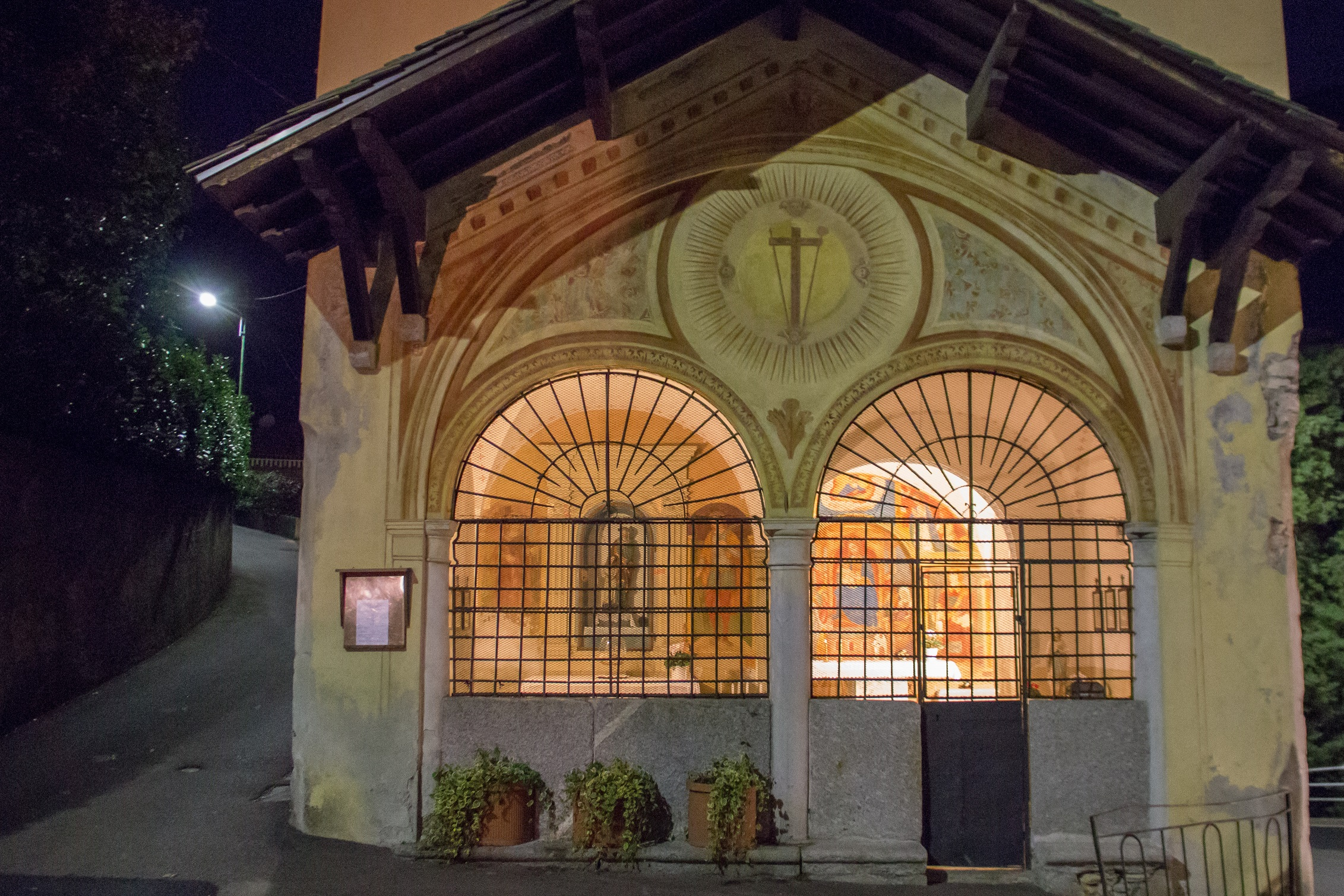
Oratorio di Asnigo

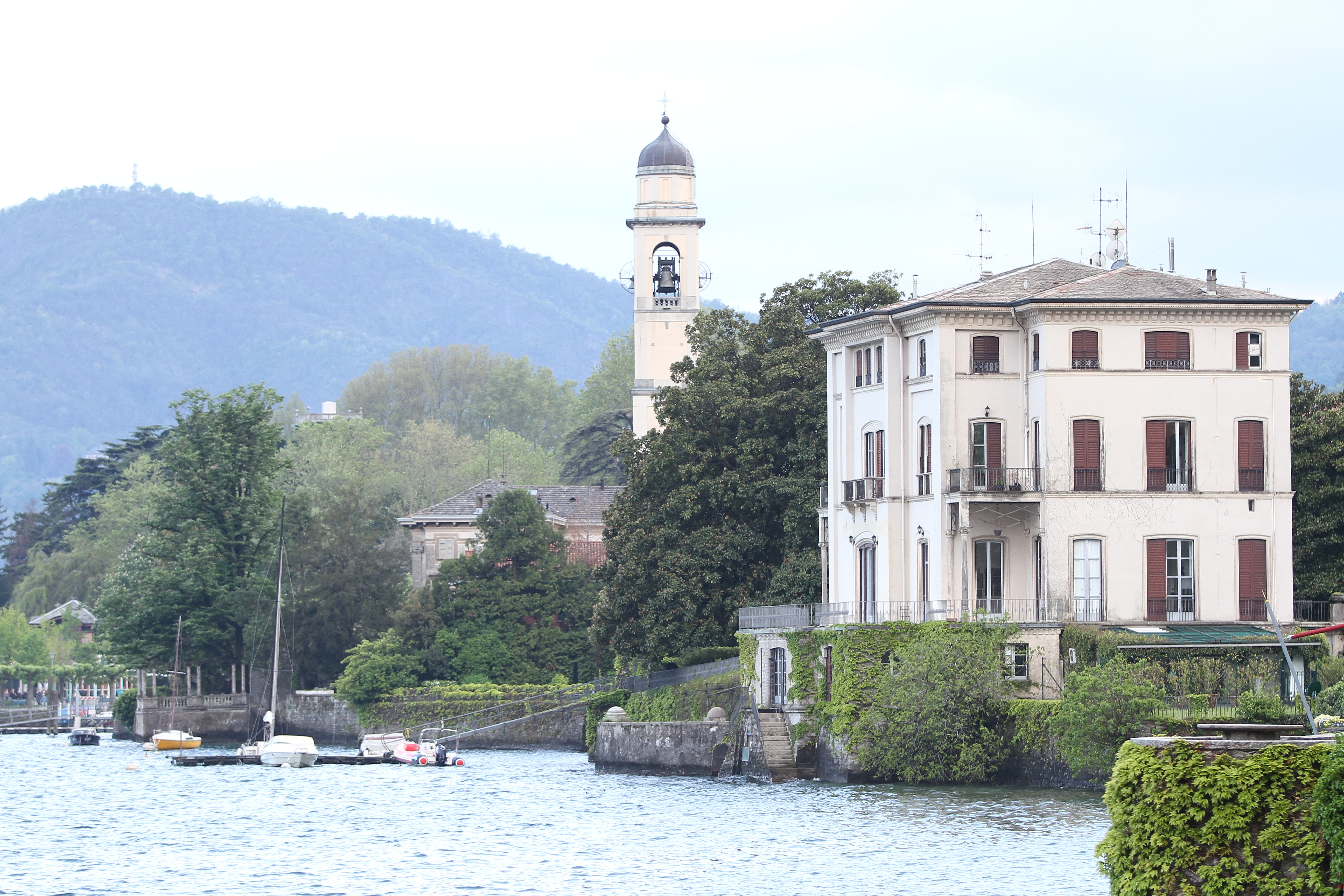
Villa Bellinzaghi e, sullo sfondo, il campanile del Santuario di San Vincenzo

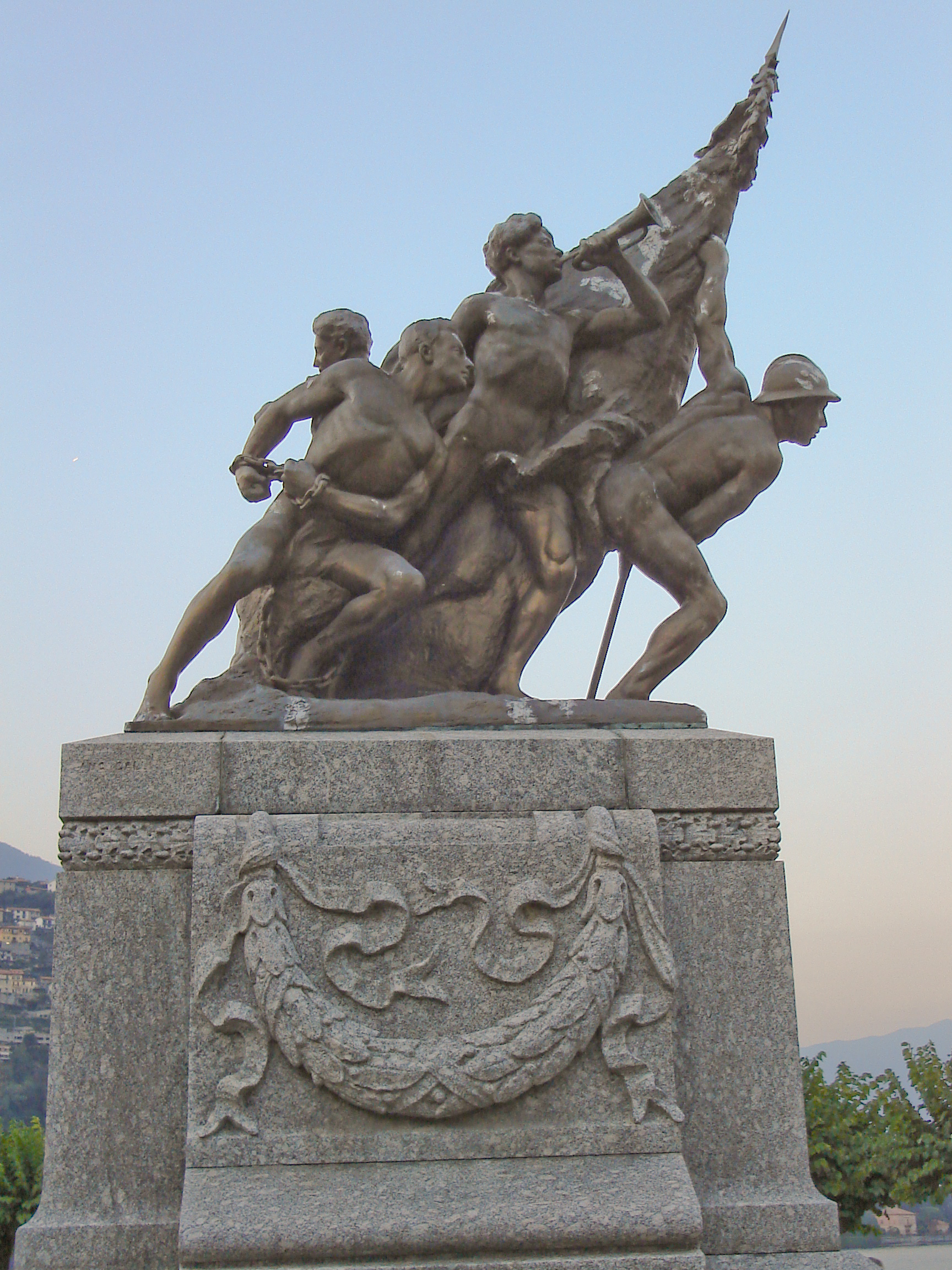
Monumento ai Caduti

### Architetture religiose
- Santuario di San Vincenzo[28], originario del XII secolo e ristrutturato più volte a partire dal Settecento.
- Chiesa della Madonna delle Grazie, originaria del Cinquecento, attestata nel 1593[29] e ricostruita nel Seicento. Dagli anni 1620 l'altare maggiore ospita una pala che raffigura una Madonna del latte[30].
- Chiesa del Santissimo Redentore[31], edificata nei primi decenni del Novecento e consacrata nel 1934.
- Chiesa Parrocchiale di Piazza Santo Stefano[32], consacrata nel 1785.
- Chiesa Prepositurale di San Michele Arcangelo[33] in Rovenna, edificata nel Cinquecento.
- Chiesa di San Nicola, risalente al XVIII secolo[34].
- Oratorio della Madonna di Asnigo, risalente al XIII secolo[35].
- Santuario della Beata Vergine del Bisbino, risalente al XVII secolo[36].

### Architetture civili
- Villa d'Este[37]
- Villa Erba[38]
- Villa Bernasconi[39]
- Villa Bellinzaghi, costruita attorno alla metà del XIX secolo[40].
- Villa Pizzo[41]
- Villa Allamel[42]
- Villa Besana-Ciani, già appartenuta a Carlo Giuseppe Londonio, covo di patrioti durante il Risorgimento[43]
- Casa Cattaneo[44]
- "Case spagnole" (XVII-XVIII sec.), costruite a traliccio nel luogo che nel Medioevo ospitava un borgo fortificato.[30]
- Monumento ai Caduti, in piazza Risorgimento dello scultore Angelo Galli (inaugurato dal principe Umberto II di Savoia nel 1923).
- Pontile della stazione lacuale, risalente al 1906[45].

### Aree naturali
- Il Giardino della Valle

### Altro
- Affresco della Mappa storica del lago di Como, risalente agli anni venti del Novecento[46][47].
- Monumento ai caduti, situato nella zona pedonale in riva al lago, scultura di Antonio Galli.[48]

## Società

### Evoluzione demografica
Demografia pre-unitaria
- 1751: 400 abitanti[12]
- 1771: 516 abitanti[13]
- 1799: 488 abitanti[17]
- 1805: 759 abitanti[17]
- 1853: 715 abitanti[18]

Demografia post-unitariaAbitanti censiti

## Economia
Cernobbio è un comune a vocazione turistica: la struttura ricettiva più insigne è Villa d'Este, che gode di rilievo internazionale anche come sede di convegni.

### Artigianato
Nel settore dell'artigianato è diffusa e pregiata la lavorazione dell'argento, finalizzata alla produzione di oggetti in stile tradizionale.

## Geografia antropica

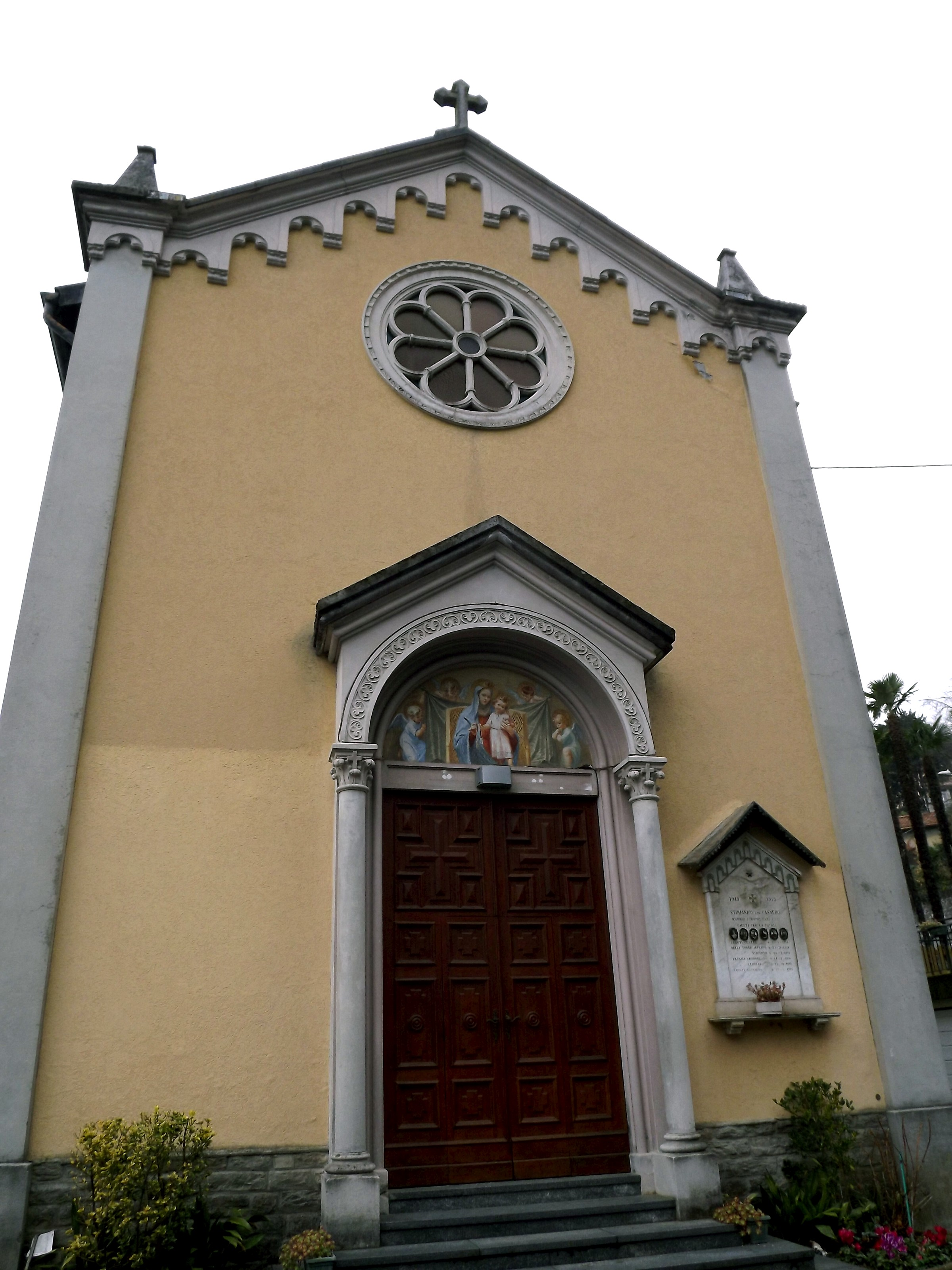
Chiesa della Beata Vergine del Carmine nella località Stimianico

A Cernobbio si aggiungono parecchie frazioni (tra parentesi il nome in dialetto comasco): in piano troviamo San Giuseppe (San Giüsepp) e Mornello (Murnell), in collina bassa, Piazza Santo Stefano (Piaza), Casnedo (Casnee), Olzino (Vulzin), Stimianico (Stimianich), Sant'Andrea, Garotto (Garott); in collina alta, Gentrino (Gentrin), Stomaino (Stumain), Toldino (Tuldin), Rovenna (Ruena). Frazioni montane: Madrona (Madröna), Duello (Duell), Pievenello (Pievenell), Piazzola (Piazöla), Böcc. Parecchie poi le località montane sparse; tra le principali: Scarone (Scarun), Alpetto Gombee (Alpet Gumbee), Alvegia, Alpe Garzegallo (Garzegall).
La parrocchia di Cernobbio fa parte della Comunità della Beata Vergine del Bisbino.
Da Cernobbio, sul confine con Como, ha inizio l'ininterrotta sequenza di sontuose ville e lussureggianti parchi che rendono famosa la sponda occidentale del Lario.

### Urbanistica

#### Il nucleo medievale e la riva

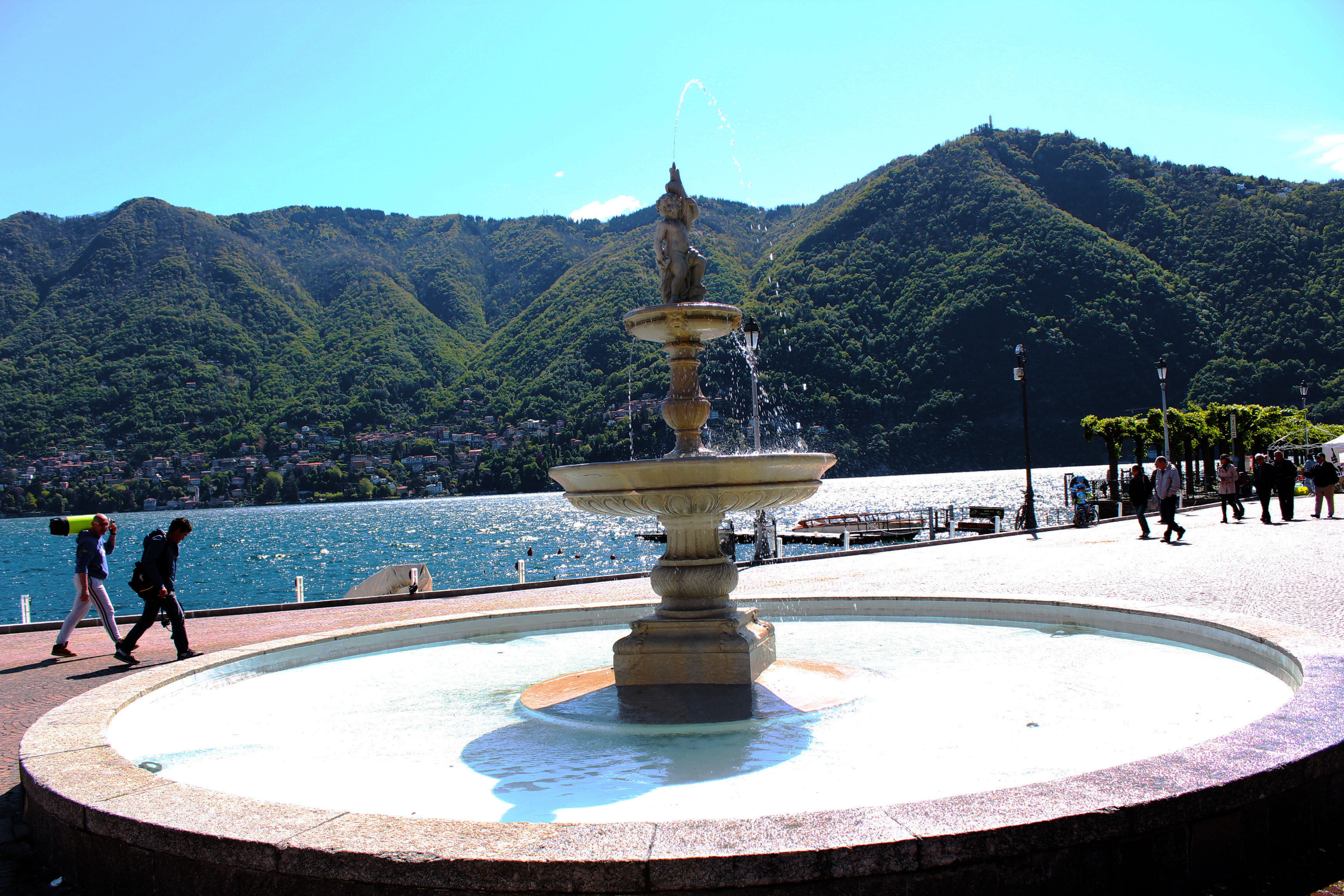
Fontana in riva a Cernobbio

Il centro di Cernobbio si sviluppa lungo le rive del lago, comprendendo il nucleo medievale e l'area comunemente denominata la riva: un'ampia area in riva al lago dove è situato (dopo l'accordo tra Comune e Società di navigazione nel 1887) l'attracco della Navigazione del Lago di Como.
Fin dall'inizio dell'Ottocento la riva incominciò a essere uno dei principali luoghi turistici, e non appena le risorse lo consentirono si migliorò l'accesso alla zona e la pavimentazione dell'area rendendola percorribile anche da carrozze.
A inizio del Novecento un nuovo impulso al turismo venne dalla realizzazione di una pista di pattinaggio per pattini a rotelle.

#### Piazza Santo Stefano e Rovenna
Piazza Santo Stefano (già Piazza fino al 9 maggio 1863) e Rovenna sono due frazioni di Cernobbio, in posizione sopraelevata rispetto al centro abitato in riva al lago.
Entrambi i nuclei mantennero la loro autonomia per diversi secoli (anche durante il periodo di dominazione spagnola, napoleonica e austriaca) fino alla riforma amministrativa del 1928 quando vennero aggregati a Cernobbio, a partire dal 3 maggio 1929.
A metà del Seicento una buona parte degli abitanti, sulle orme dei Magistri Comacini, risultavano emigrati in diverse città italiane a contribuire alla costruzione e decorazione di chiese e palazzi. Tra i principali artisti provenienti da questi piccoli borghi si ricordano Francesco Dotti e Angelo Michele Colonna.

## Infrastrutture e trasporti
Fra il 1910 e il 1938 Cernobbio ospitava un'importante fermata della tranvia Como-Cernobbio-Maslianico, in seguito sostituita da una filovia.
Nel 1977 incominciò a trasmettere da Cernobbio la TV locale Antenna 59, che rimase in onda fino agli anni ottanta, dedicandosi prevalentemente alla ripetizione di altre televisioni regionali, in primis Antenna 3 Lombardia. Famosa la trasmissione Mercante in fiera con Memo Remigi.

## Amministrazione
| Periodo          | Periodo        | Primo cittadino | Partito                            | Carica  | Note   |
| ---------------- | -------------- | --------------- | ---------------------------------- | ------- | ------ |
| 20 novembre 1994 | 25 maggio 2003 | Giulio Isola    | lista civica                       | Sindaco | [ 60 ] |
| 25 maggio 2003   | 13 aprile 2008 | Simona Saladini | lista civica                       | Sindaco | [ 60 ] |
| 13 aprile 2008   | 26 maggio 2013 | Simona Saladini | centrodestra unitario              | Sindaco | [ 60 ] |
| 26 maggio 2013   | 10 giugno 2018 | Paolo Furgoni   | lista civica Con noi per Cernobbio | Sindaco | [ 60 ] |
| 10 giugno 2018   | 14 maggio 2023 | Matteo Monti    | lista civica Cernobbio in testa    | Sindaco | [ 60 ] |
| 14 maggio 2023   | in carica      | Matteo Monti    | lista civica Cernobbio in testa    | Sindaco | [ 60 ] |

## Galleria d'immagini

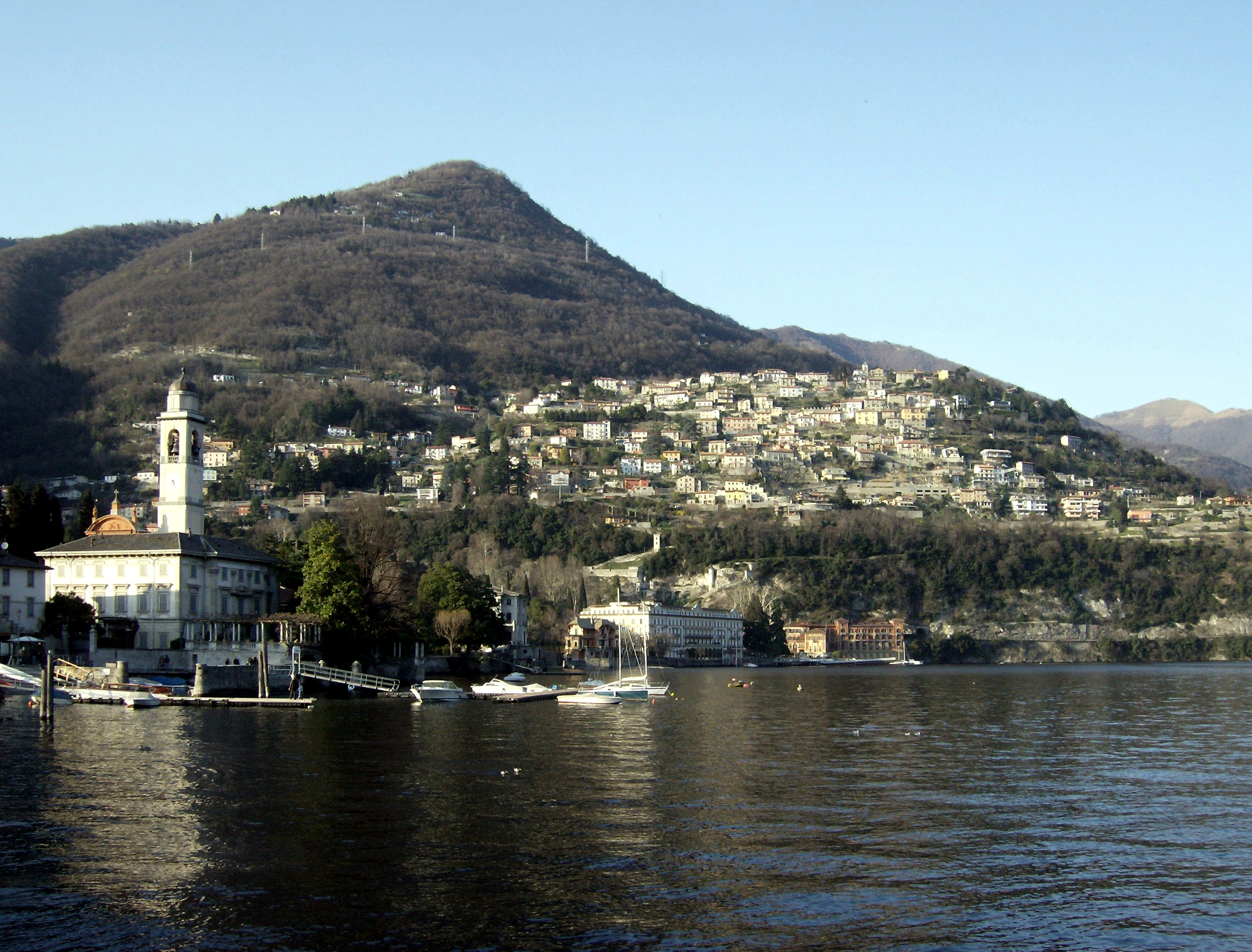
Panorama con sullo sfondo Rovenna
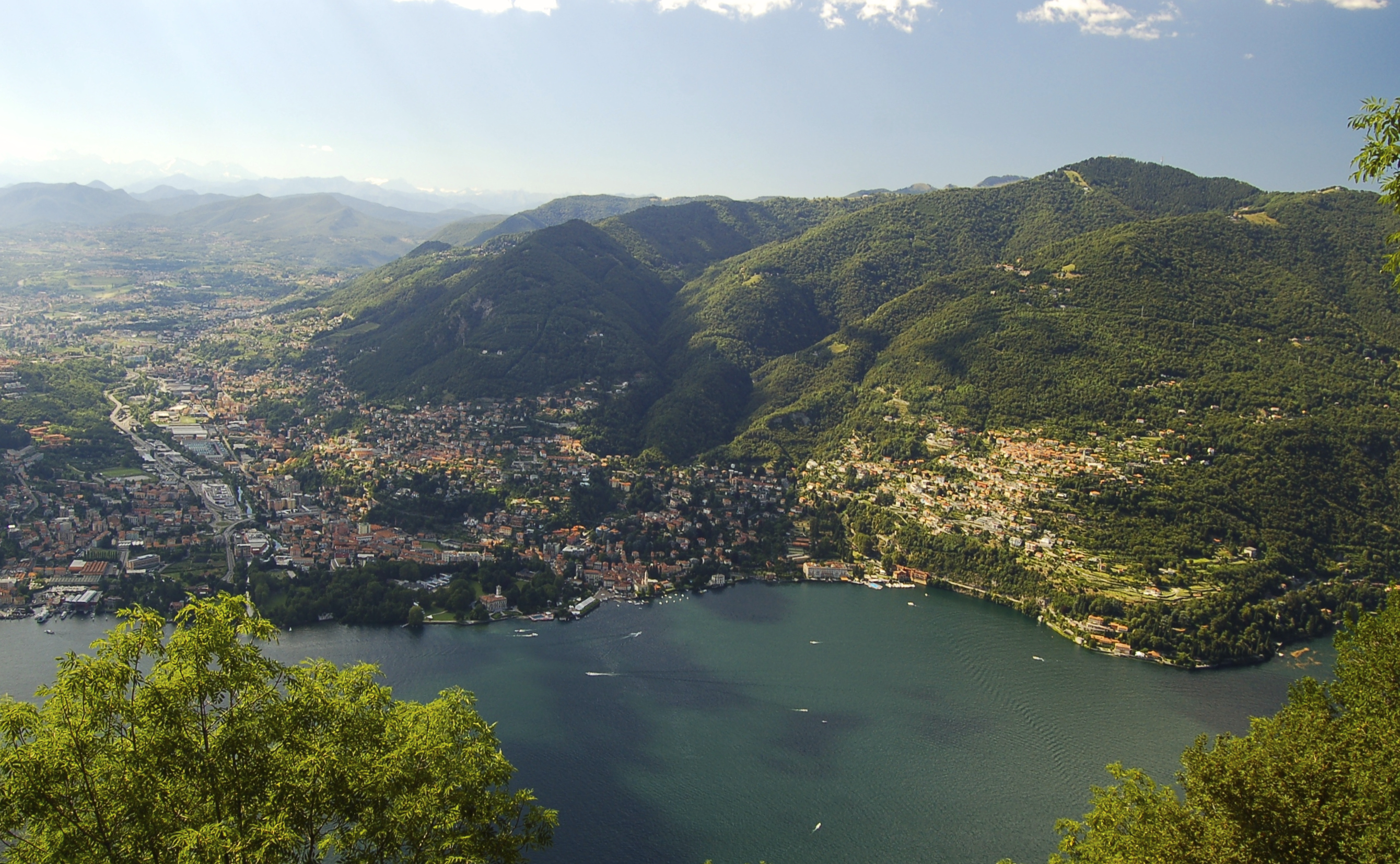
Panoramica della città
Panoramica della città